# Monica Díaz
Mónica María Díaz – argentyńska doktor nauk biologicznych, National University of Tucumán, zoolog; członkini argentyńskiej Krajowej Rady Badań Naukowo-Technicznych, Wydziału Nauk Przyrodniczych (Facultad de Ciencias Naturales) – Universidad Nacional de Tucumán. Związana zwodowo z Sam Noble Oklahoma Museum of Natural History. Członek założyciel i szef PCMA (program ochrony nietoperzy w Argentynie).
Wybrane publikacje:
- María Mónica Díaz, Santiago Nava, Alberto Alejandro Guglielmone – O parasitismo do Ixodes luciae (Acari: ixodidae) em marsupiais e em roedores na Amazônia Peruana; Acta Amaz. vol.39 no.4 Manaus  2009; ISSN 0044-5967
- Michael A. Mares, Janet K. Braun, Ruben M. Barquez, Mónica María Díaz: Two new genera and species of halophytic desert mammals from isolated salt flats in Argentina. Occasional Papers, Museum of Texas Tech University, 2000. Brak numerów stron w książce